# Odontestra vitta
Odontestra vitta là một loài bướm đêm trong họ Noctuidae.